# 이승희 (1956년)
이승희(李承姬, 1956년 3월 3일 ~ )는 대한민국의 정치인이다. 서울특별시 출신이고 본관은 재령이다. 제3대 국무총리 소속 청소년보호위원장, 제17대 국회의원을 역임했다.

## 경력

### 학력
- 1975년 이화여자고등학교 졸업
- 1979년 이화여자대학교 정치외교학과 학사
- 1981년 이화여자대학교 대학원 정치외교학과 석사
- 1991년 이화여자대학교 대학원 정치외교학과 박사

### 약력
- 이화여자대학교 정치외교학과 강사
- 경희대학교 정치외교학과 강사
- 경남대학교 정치외교학과 강사
- 계명대학교 정치외교학과 강사
- 성공회대학교 정치외교학과 강사
- 1996년 미국 캘리포니아 대학교 로스앤젤레스(UCLA) 교환교수
- 1997년 한국여성정치연구소 부소장
- 1998년 새정치국민회의 정책위원회 여성정책 전문위원
- 2000년 새천년민주당 정책위원회 여성전문위원
- 2000년 청와대 여성정책비서관
- 2002년 제3대 국무총리 소속 청소년보호위원회 위원장
- 2004년 새천년민주당 대변인
- 2004년 제17대 새천년민주당 국회의원
- 제17대 국회 정무위원회 위원
- 한중의원외교협의회 회원
- 안중근 청년아카데미 지도위원장

## 저서
- 《한국 유권자의 정치적 태도와 행태의 남녀 비교 연구》 (1993년, 한국유권자연맹)
- 《여성 운동과 정치 이론》 (1994년, 녹두)
- 《한국 현대 여성운동사 연구》 (1994년, 백산서당)

## 논문
- 《한국 여성운동사 연구 - 미군정기를 중심으로》 (1990년, 이화여자대학교 박사 학위 논문)
- 《한국인의 정치 의식의 성차 연구》 (1992년)
- 《한국 여성의 정치 의식과 여성 운동》 (1993년)
- 《한국 여성 운동 이론에 관한 연구》 (1994년)

## 역대 선거 결과
| 실시년도 | 선거  | 대수 | 직책     | 선거구   | 정당         | 득표수       | 득표율         | 순위         | 당락 | 비고 |
| -------- | ----- | ---- | -------- | -------- | ------------ | ------------ | -------------- | ------------ | ---- | ---- |
| 2004년   | 총선  | 17대 | 국회의원 | 비례대표 | 새천년민주당 | 1,510,178 표 | \| \| 7.09% \| | 비례대표 3번 |      | 초선 |
|          | 7.09% |      |          |          |              |              |                |              |      |      |